# U-13 (Kriegsmarine)
U-13 je bila nemška vojaška podmornica Kriegsmarine, ki je bila dejavna med drugo svetovno vojno.

## Zgodovina
Podmornica U-13 je od sprejetja v podmorniško floto do uničenja spadala v 1. podmorniško flotiljo. Med tem časom je opravila 10 bojnih plovb, v katerih je potopila 9 ladij s skupno tonažo 28.056 BRT.
31. maja 1940 je britanski sloop HMS Weston v napadu z globinskimi bombami U-13 prisilil, da je izplula na površje, kjer so jo nato potopili s topovskimi streli. Preživelo je vseh 26 članov posadke. 

## Poveljniki
| Poveljniki |                 |                              |                                        |
| Št.        | Čin             | Ime                          | Poveljstvo                             |
| 1.         | Kapitanporočnik | Hans-Gerrit von Stockhausen  | 30. november 1935 - 30. september 1937 |
| 2.         | Kapitanporočnik | Karl Daublebsky von Eichhain | 1. oktober 1937 - 5. november 1939     |
| 3.         | Kapitanporočnik | Heinz Scheringer             | 6. november 1939 - 2. januar 1940      |
| 4.         | Nadporočnik     | Wolfgang Lüth                | 16. december 1939 - 28. december 1939  |
| 5.         | Nadporočnik     | Max-Martin Schulte           | 3. januar 1940 - 31. maj 1940          |

## Tehnični podatki
| Kategorije                                    | Podatki         |
| --------------------------------------------- | --------------- |
| Teža (t): na površju pod površjem polna Teža  | 279 328 414     |
| Dolžina (m) - tlačni trup (m)                 | 42,70 - 28,20   |
| Širina (m) - tlačni trup (m)                  | 4.08 - 4,00     |
| Izpodriv (m)                                  | 3,90 m          |
| Višina (m)                                    | 8,60            |
| Moč (hp): na površju pod podvršjem            | 700 360         |
| Hitrost (vozlov): na površju pod podvršjem    | 13,0 7,0        |
| Doseg (milja/vozel): na površju pod podvršjem | 3100/8 43/4     |
| Torpeda/Torpedne cevi                         | 5/3 (na premcu) |
| Mine                                          | 12 TMA          |
| Posadka                                       | 22-24           |
| Maksimalni potop (m)                          | 150             |

## Potopljene ladje
| Datum              | Ime                        | Država              | Tonaža    | Usoda      |
| ------------------ | -------------------------- | ------------------- | --------- | ---------- |
| 10. september 1939 | Magdapur (trgovska ladja)  | Združeno kraljestvo | 8.641 BRT | potopljena |
| 24. september 1939 | Phryné (trgovska ladja)    | Francija            | 2.660 BRT | potopljena |
| 30. oktober 1939   | Cairnmona (trgovska ladja) | Združeno kraljestvo | 4.666 BRT | potopljena |
| 19. november 1939  | Bowling (trgovska ladja)   | Združeno kraljestvo | 793 BRT   | potopljena |
| 31. januar 1940    | Start (trgovska ladja)     | Norveška            | 1.168 BRT | potopljena |
| 1. februar 1940    | Fram (trgovska ladja)      | Švedska             | 2.491 BRT | potopljena |
| 6. februar 1940    | Anu (trgovska ladja)       | Estonija            | 1.421 BRT | potopljena |
| 17. april 1940     | Swainby (trgovska ladja)   | Združeno kraljestvo | 4.935 BRT | potopljena |
| 26. april 1940     | Lily (trgovska ladja)      | Danska              | 1.281 BRT | potopljena |